# Phaeogenes flavescens
Phaeogenes flavescens är en stekelart som beskrevs av Tohru Uchida 1926. Phaeogenes flavescens ingår i släktet Phaeogenes och familjen brokparasitsteklar. Inga underarter finns listade i Catalogue of Life.